# Mistrovství světa ve vodním slalomu 1957
Mistrovství světa ve vodním slalomu 1957 se uskutečnilo ve západoněmeckém Augsburgu pod záštitou Mezinárodní kanoistické federace. Jednalo se o 5. mistrovství světa ve vodním slalomu.

## Muži

### Kánoe
| Závod       | Zlato                                                                                                 | Body  | Stříbro                                                                                                   | Body   | Bronz | Body   |
| C1          | Manfred Schubert (GDR)                                                                                | 384.4 | Emil Zimmermann (GDR)                                                                                     | 397.7  | Jean-Claude Tochon (SUI)                                                                                          | 408.5  |
| C1 družstvo | Západní Německo Günther Beck Heiner Stumpf Otto Stumpf                                                | 654.8 | Východní Německo Emil Zimmermann Gert Kleinert Manfred Schubert                                           | 793.2  | Československo Luděk Beneš Jiří Hradil Vladimír Jirásek                                                           | 867.6  |
| C2          | Východní Německo Dieter Friedrich Horst Kleinert                                                      | 317.1 | Československo Václav Havel Josef Hendrych                                                                | 354.0  | Československo František Hrabě Jiří Kotana                                                                        | 377.3  |
| C2 družstvo | Československo Rudolf Flégr a Milan Řehoř Václav Havel a Josef Hendrych František Hrabě a Jiří Kotana | 818.4 | Švýcarsko Charles Dussuet a Henri Kadrnka Jean Pessina a Robert Zürcher Jean-Paul Rössinger a Roger Tauss | 1052.4 | Východní Německo Franz Brendel a Günter Grosswig Dieter Friedrich a Horst Kleinert Dieter Göthe a Lothar Schubert | 1107.8 |

### Kajak
| Závod       | Zlato                                                       | Body  | Stříbro                                                | Body  | Bronz                                                      | Body  |
| K1          | Manfred Vogt (FRG)                                          | 264.8 | Dimitrij Skolil (TCH)                                  | 274.9 | Heinz Bielig (GDR)                                         | 283.9 |
| K1 družstvo | Východní Německo Heinz Bielig Eberhard Gläser Reinhard Sens | 403.5 | Československo Vladimír Cibák Jan Pára Dimitrij Skolil | 426.5 | Západní Německo Manfred Vogt Günter Kirchner Karl Schröder | 506.2 |

## Ženy

### Kajak
| Závod       | Zlato                                                                | Body   | Stříbro                                                                    | Body   | Bronz                                                             | Body   |
| K1          | Brigitte Magnusová (GDR)                                             | 452.8  | Eva Setzkornová (GDR)                                                      | 512.6  | Anneliese Seidelová (GDR)                                         | 530.3  |
| K1 družstvo | Východní Německo Elfriede Hugoová Eva Setzkornová Brigitte Magnusová | 1081.4 | Západní Německo Inge Walthemateová Rosemarie Biesingerová Hanni Schulteová | 1441.0 | Rakousko Hella Philipsová Gertrude Stöllnerová Fritzi Schwinglová | 2268.1 |

## Mix

### Kánoe
| Závod       | Zlato | Body  | Stříbro                                                                    | Body  | Bronz                                              | Body  |
| C2          | Východní Německo Brigitte Schmidtová Manfred Glöckner                                                                            | 389.6 | Východní Německo Ellen Krügelová Siegfried Seidemann                       | 526.2 | Východní Německo Waltraud Schaleová Rudolf Seifert | 547.7 |
| C2 družstvo | Východní Německo Waltraud Schaleová a Rudolf Seifert Margot Seidlerová a Helmut Schmieder Brigitte Schmidtová a Manfred Glöckner |       | Francie Bonnaud a Thezier Henriette Guette a Jean Olry E. Spahr a M. Spahr |       | -                                                  |       |

## Medailové pořadí zemí
| Pořadí | Země             | Zlato | Stříbro | Bronz | Celkem |
| ------ | ---------------- | ----- | ------- | ----- | ------ |
| 1      | Východní Německo | 7     | 4       | 4     | 15     |
| 2      | Západní Německo  | 2     | 1       | 1     | 4      |
| 3      | Československo   | 1     | 3       | 2     | 6      |
| 4      | Švýcarsko        | 0     | 1       | 1     | 2      |
| 5      | Francie          | 0     | 1       | 0     | 1      |
| 6      | Rakousko         | 0     | 0       | 1     | 1      |
| Celkem | Celkem           | 10    | 10      | 9     | 29     |